# デニス・スアレス・フェルナンデス
デニス・スアレス・フェルナンデス（Denis Suárez Fernánde'z、1994年1月6日 - ）は、スペイン・ガリシア州サルセーダ・デ・カセーラス出身のサッカー選手。ラリーガ・ビジャレアルCF所属。元スペイン代表。ポジションはミッドフィールダー。

## クラブ経歴

### バルセロナ
2009年にスペインのセルタ・デ・ビーゴのユースチームでキャリアをスタートさせ、2011年5月23日、イングランドのマンチェスター・シティFCに加入した。
2013年8月22日、スペインのFCバルセロナへの加入が発表された。バルセロナは当面、セグンダ・ディビシオンに属するFCバルセロナBに組み込み、将来的にトップチームに昇格させる方針である。また、100試合出場するまで、10試合出場する毎に80万ユーロのボーナスをマンチェスター・シティに支払う契約となっている。

### セビージャ

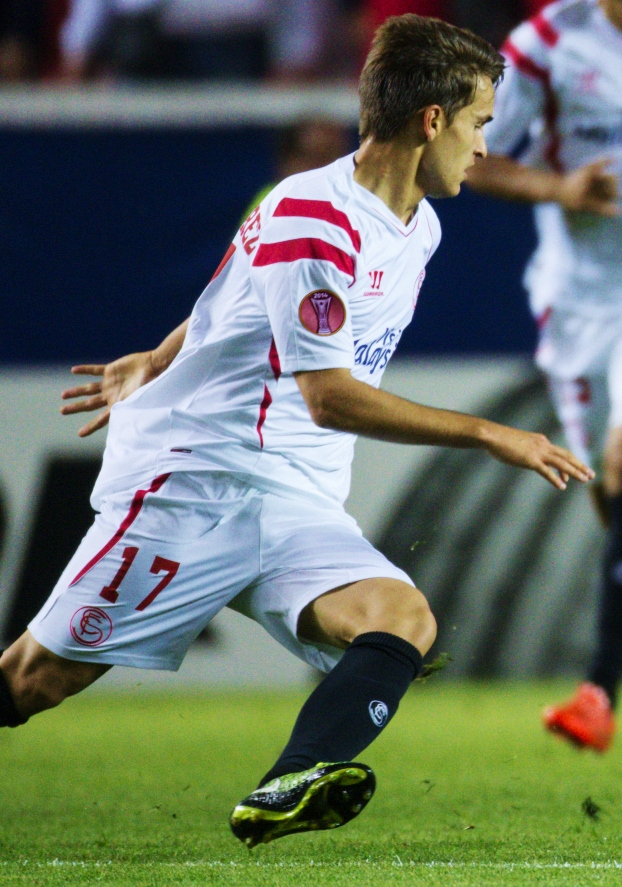
セビージャでのスアレス

2014年6月16日、バルセロナがイヴァン・ラキティッチを獲得したため、その交換要員としてセビージャFCに2年間のレンタル移籍することが決まった。

### ビジャレアル
2015年8月にビジャレアルCFが4年契約でスアレスを完全移籍で獲得した。

### バルセロナ復帰
2016年8月28日、FCバルセロナからビジャレアルCFへ4年間の買戻オプション付きで完全移籍した。
2016年7月4日、買戻オプションを行使して、バルセロナへの復帰が正式に決定した。移籍金は325万ユーロ。2017年1月22日のエイバル戦にて先制点を挙げ、公式戦初ゴールを記録した。

### アーセナルFC
2019年1月31日、アーセナルFCへの期限付き移籍をすることを発表した。しかし、加入後間も無く負傷し、リーグ戦4試合の出場に終わった。

### セルタ・デ・ビーゴ
2019年6月30日、セルタ・デ・ビーゴと契約した。2022-23シーズンはスアレスの代理人とクラブの関係が悪化し、選手本人とカルロス・モウリーニョ会長間の関係も同じく拗れたため、同シーズンは構想外となってしまった。

### エスパニョール
2023年1月30日、2022-23シーズン終了までRCDエスパニョールへレンタル移籍をした。

### ビジャレアル復帰
2023年6月27日、3年契約で7年ぶりにビジャレアルCFに復帰することが発表された。

## 代表歴
スペイン代表としてUEFA U-17欧州選手権予選に出場し、6試合で2ゴールを記録した。2012年にはUEFA U-19欧州選手権に出場し、優勝に貢献した。
2016年5月29日、ボスニア・ヘルツェゴビナ代表との親善試合にてダビド・ビジャとの途中交代でスペイン代表デビューを果たした。

## 個人成績
2023年6月28日現在
| クラブ                 | シーズン     | リーグ戦       | リーグ戦 | リーグ戦 | 国内カップ | 国内カップ | 国際大会 | 国際大会 | 合計 | 合計 |
| クラブ                 | シーズン     | ディヴィジョン | 出場     | 得点     | 出場       | 得点       | 出場     | 得点     | 出場 | 得点 |
| ---------------------- | ------------ | -------------- | -------- | -------- | ---------- | ---------- | -------- | -------- | ---- | ---- |
| マンチェスター・シティ | 2011-12      | プレミアリーグ | 0        | 0        | 1          | 0          | 0        | 0        | 1    | 0    |
| マンチェスター・シティ | 2012-13      | プレミアリーグ | 0        | 0        | 1          | 0          | 0        | 0        | 1    | 0    |
| マンチェスター・シティ | クラブ通算   | クラブ通算     | 0        | 0        | 2          | 0          | 0        | 0        | 2    | 0    |
| バルセロナB            | 2013-14      | セグンダ       | 36       | 7        | -          | -          | -        | -        | 36   | 7    |
| バルセロナB            | クラブ通算   | クラブ通算     | 36       | 7        | -          | -          | -        | -        | 36   | 7    |
| セビージャ (loan)      | 2014-15      | プリメーラ     | 31       | 2        | 6          | 1          | 9        | 3        | 46   | 6    |
| セビージャ (loan)      | クラブ通算   | クラブ通算     | 31       | 2        | 6          | 1          | 9        | 3        | 46   | 6    |
| ビジャレアル           | 2015-16      | プリメーラ     | 33       | 4        | 2          | 0          | 13       | 1        | 48   | 5    |
| ビジャレアル           | クラブ通算   | クラブ通算     | 33       | 4        | 2          | 0          | 13       | 1        | 48   | 5    |
| バルセロナ             | 2016-17      | リーガ BBVA    | 26       | 1        | 9          | 2          | 1        | 0        | 36   | 3    |
| バルセロナ             | 2017-18      | リーガ BBVA    | 18       | 2        | 6          | 1          | 3        | 0        | 27   | 3    |
| バルセロナ             | 2018-19      | リーガ BBVA    | 2        | 0        | 4          | 2          | 2        | 0        | 8    | 2    |
| バルセロナ             | クラブ通算   | クラブ通算     | 46       | 3        | 19         | 5          | 6        | 0        | 71   | 8    |
| アーセナル (loan)      | 2018-19      | プレミアリーグ | 4        | 0        | 0          | 0          | 2        | 0        | 6    | 0    |
| アーセナル (loan)      | クラブ通算   | クラブ通算     | 4        | 0        | 0          | 0          | 2        | 0        | 6    | 0    |
| セルタ                 | 2019-20      | ラ・リーガ     | 26       | 1        | 2          | 0          | -        | -        | 28   | 1    |
| セルタ                 | 2020-21      | ラ・リーガ     | 35       | 0        | 2          | 0          | -        | -        | 37   | 0    |
| セルタ                 | 2021-22      | ラ・リーガ     | 38       | 4        | 2          | 0          | -        | -        | 40   | 4    |
| セルタ                 | クラブ通算   | クラブ通算     | 99       | 5        | 6          | 0          | 0        | 0        | 105  | 5    |
| エスパニョール (loan)  | 2022-23      | ラ・リーガ     | 18       | 0        | -          | -          | -        | -        | 18   | 0    |
| エスパニョール (loan)  | クラブ通算   | クラブ通算     | 18       | 0        | -          | -          | -        | -        | 18   | 0    |
| ビジャレアル           | 20223-24     | ラリーガ       |          |          |            |            |          |          |      |      |
| ビジャレアル           | クラブ通算   |                |          |          |            |            |          |          |      |      |
| キャリア通算           | キャリア通算 | キャリア通算   | 267      | 21       | 35         | 6          | 30       | 4        | 332  | 31   |

## タイトル

### クラブ
セビージャFC
- UEFAヨーロッパリーグ：1回 (2014-15)

FCバルセロナ
- スーペルコパ・デ・エスパーニャ：2回 (2016, 2018)
- コパ・デル・レイ：2回 (2016-17, 2017-18)
- リーガ・エスパニョーラ：1回 (2017-18)

### 代表
U-19スペイン代表
- UEFA U-19欧州選手権 : 2012

## 代表歴

### 出場大会
- U-19スペイン代表
  - 2012年 - UEFA U-19欧州選手権（優勝）
- U-20スペイン代表
  - 2013年 - 2013 FIFA U-20ワールドカップ（ベスト8）
- U-21スペイン代表
  - 2017年 -  UEFA U-21欧州選手権（準優勝）